# 塩土化
塩土化 (えんどか、英語: Salting the earth, Sowing with salt)は、征服した街や土地に二度と人が住めない土地とするために塩をまく呪いの儀式。古代近東で生まれ、中世のさまざまな民話のモチーフとなった。塩分を含んだ土で育つ植物がほとんどないことを元にした儀式であるが、実際に土地が利用不可能になるほど大量の塩がまかれた例は確認されていない。

## 都市の破壊
敵の都市を滅ぼし破壊したのちに、その土地を清め神に捧げるため、またはその都市を再建しようとする者を呪うために塩をまくという習慣は古代オリエントで広く行われたが、塩を用いる理由については当時の史料からはよく分かっていない。
ヒッタイトやアッシリアの文書には、ハットゥシャやタイドゥ、アリンナ、フヌサ、イッリドゥ、スーサなど滅ぼした諸都市に塩や鉱物、雑草の種をまいたという記録が多く残されている。旧約聖書の士師記(9:45)では、紀元前1050年ごろにイスラエルのアビメレク (士師)（英語）が、自らの本拠地シェケムで起こった反乱を鎮圧したのち、この町に塩をまいたことが記されている。このことから、塩土化はヘーレム（聖絶）の儀式として用いられたと考えられている。
19世紀以降の多くの歴史著作で、共和政ローマの第三次ポエニ戦争の指揮官スキピオ・アエミリアヌスが、紀元前146年にカルタゴを滅ぼした際、カルタゴ市に塩を撒いたと書かれている。確かに当時の文献はいくつかの都市に象徴的に塩がまかれたと言及しているが、それが特にカルタゴ市であったと述べているものはない。塩を撒いたとする古代の文献はなく、カルタゴ市滅亡の物語は、シェケムの塩土化をもとに後世に誇張されたことが推測できるという。
1299年、コロンナ家の反乱を鎮圧しパレストリーナを破壊した教皇ボニファティウス8世は、「アフリカのカルタゴの故事のように」パレストリーナを塩土化するよう命じ、実行した。とはいえボニファティウス8世は「…余は古代のアフリカのカルタゴのようにそれ（パレストリーナ）を耕し、そこに塩を植えた。…」と述べており、彼が「カルタゴは塩土化された」という認識を持っていたかどうかは断定できない。他にも中世イタリアの都市が塩土化されたという記録がいくつか存在している。例えばフン族のアッティラによるパドヴァ（452年、アッティラと古代アッシリアの混同によるものとみられる）、神聖ローマ皇帝フリードリヒ1世によるミラノ（1162年）、フィレンツェ共和国によるセミフォンテ（英語）（1202年）などの例があるが、これらは現在ではいずれも史実とみなされていない。
1370年ごろに成立した英語の叙事詩『イェルサレム包囲』ではローマ軍司令官ティトゥスがイェルサレム神殿を塩土化したというくだりがあるが、フラウィウス・ヨセフスの『ユダヤ戦記』には該当する内容は見られない。

## 反逆者の処罰
スペインでは、反逆者が処刑されその家が取り壊されたのち、その首をパイクに刺して晒し、反逆者が所有していた土地を塩土化した。

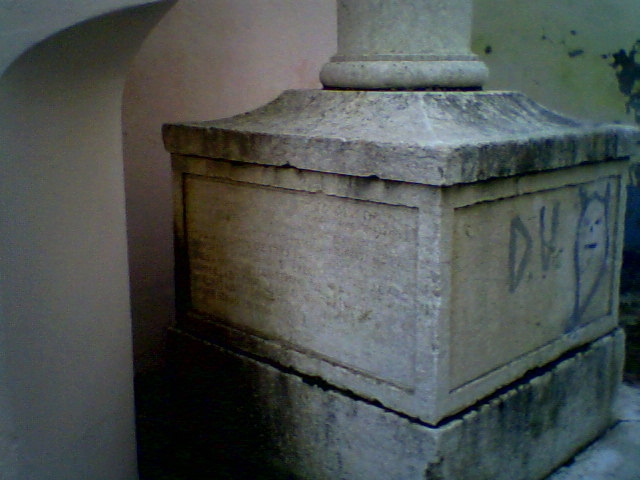
アヴェイロ公の罪を晒した記念碑（リスボン市サンタマリア・デ・ベレン）

同様の処置はポルトガルでも見られた。1759年、ターヴォラ事件（英語）でジョゼ1世に対する陰謀に参加した罪で、アヴェイロ公（英語）のリスボンの屋敷が破壊され領地が塩土化された。サンタマリア・デ・ベレンに残る彼の罪を弾劾した石碑には、以下のように記されている。

ここは、アヴェイロ公などの栄誉を剥奪されたジョゼ・マスカレナスの屋敷が更地にされ、塩土化された場所である.... もっとも高貴で聖なる人物である主君ジョゼ1世に抗うたくらみに加担し...野蛮で忌まわしい運動の指導者として裁きにかけられた。この悪名高き土地には、いついかなる時も、何物も建ててはならない。

ポルトガルのブラジル植民地（英語）ではミナスの陰謀の指導者、通称チラデンテス (1746年–1792年・本名シルバ・シャビエル) が
被告人に対する判決文（ポルトガル語）に従って絞首刑に処され、家が「略奪されて、この床の上に再び建物が建つことが無いように塩をまかれた」。チラデンテスの遺体は分断され、謀議が行われたといういくつかの地で晒しものにされたばかりか、子供たちは財産や名誉を奪われた。

## 伝説
ギリシア神話では、オデュッセウスがトロイア戦争への参戦を厭って狂気を装い、馬と雄牛にくびきを付けて地を耕し、塩をまいたとする話がある。